# Maria Kwaśniewska
Pour les articles homonymes, voir Kwaśniewski.

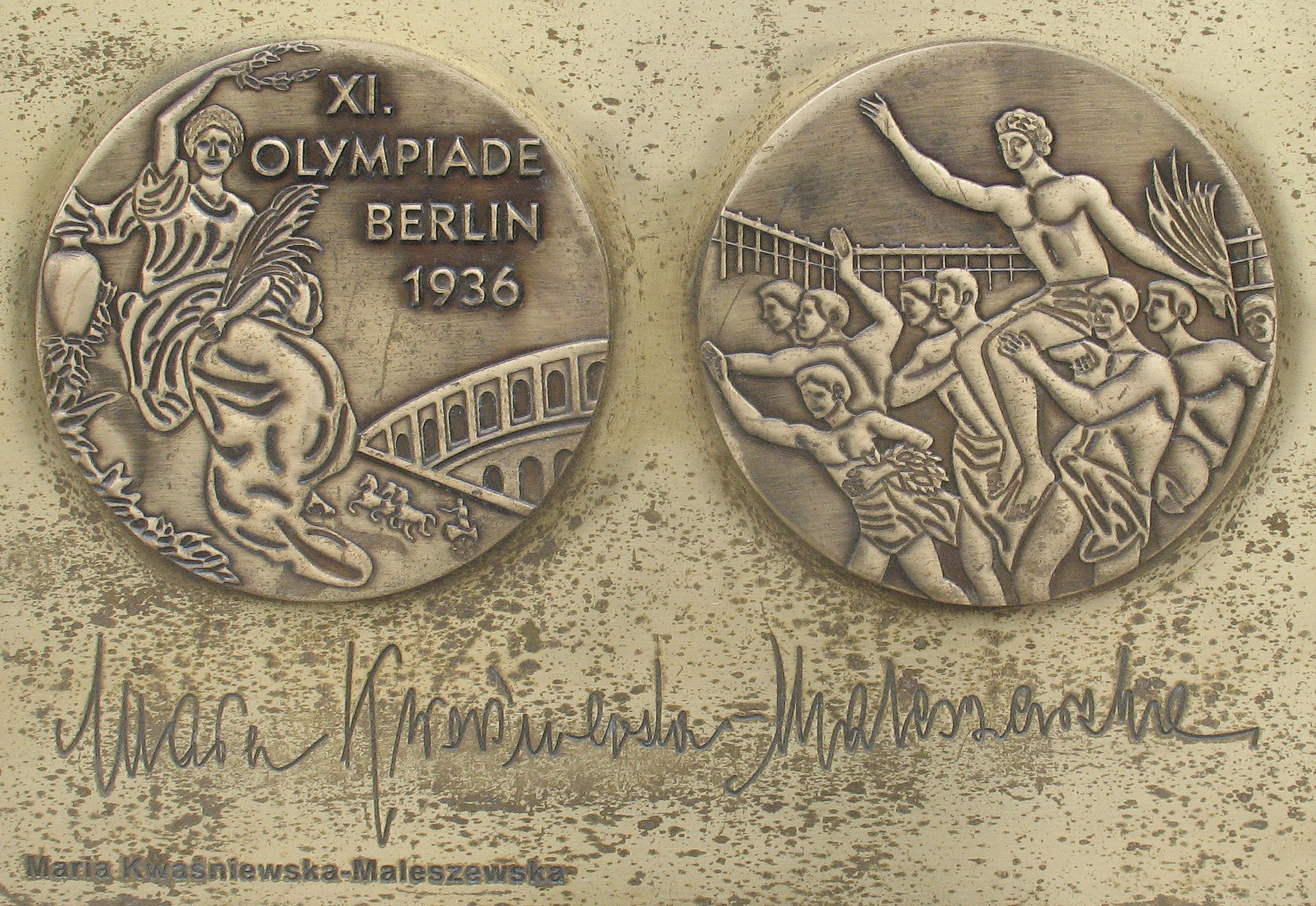
Copie M. Kwaśniewska a médaille et autographe Stars Avenue dans le sport Dziwnów

Maria Jadwiga Kwaśniewska-Maleszewska (née le 15 août 1913 à Łódź dans le Royaume du Congrès soumis à l'ex-Empire russe et décédée le 17 octobre 2007 à Varsovie) est une athlète polonaise spécialiste des lancers. Affiliée au ŁKS Łódź puis à l'AZS Warszawa, elle mesure 1,65 m pour 56 kg.

## Biographie

### Palmarès
| Date | Compétition           | Lieu   | Résultat | Épreuve | Performance |
| ---- | --------------------- | ------ | -------- | ------- | ----------- |
| 1936 | Jeux olympiques d'été | Berlin | 3e       | Javelot | 41,80 m     |
| 1946 | Championnats d'Europe | Oslo   | 7e       | Poids   |             |
| 1946 | Championnats d'Europe | Oslo   | 6e       | Javelot | 38,57 m     |

### Records
| Épreuve           | Performance | Lieu | Date |
| ----------------- | ----------- | ---- | ---- |
| Lancer du javelot | 44,03 m     |      | 1936 |